# Karel Kuttelwascher
Karel Miroslav Kuttelwascher „Kut” (ur. 23 września 1916 we wsi Svatý Kříž, zm. 17 sierpnia 1959 w Truro) – czeski lotnik, największy czeski as myśliwski, latający w lotnictwie brytyjskim okresu II wojny światowej. Przez Anglików nazywany był „Kut”.

## Życiorys
Urodził się 23 września 1916 we wsi Svatý Kříž niedaleko miasta Havlíčkův Brod, był synem inspektora kolejowego. Ukończył 3-letnią szkołę handlową i rozpoczął pracę w przedsiębiorstwie Duda, zajmującym się budową młynów. Po ukończeniu 18 lat w 1934 wstąpił na ochotnika do służby w czechosłowackim lotnictwie wojskowym. Ukończeniu Szkoły Młodszych Specjalistów Lotnictwa przy Wojskowej Szkole Lotniczej w Prostějovie i został skierowany do 1 Pułku Lotniczego T.G. Masaryka stacjonującego na lotnisku Praga-Kbely, gdzie ukończył kurs pilotów myśliwskich, po czym służył w 32 eskadrze myśliwskiej (Stihaci Letka) w Hradcu Králové.
Po zajęciu Czechosłowacji przez Niemcy (15 marca 1939), razem z kilkoma kolegami uciekł 13 czerwca 1939 przez granicę do Polski. Stąd razem z 90 innymi czeskimi pilotami odpłynął 26 lipca 1939 roku do Francji, gdzie miało być tworzone czeskie lotnictwo emigracyjne (jedynie nieliczni lotnicy pozostali w Polsce, jak Josef František).
Początkowo Kuttelwascher, jak wielu innych Czechów, został przyjęty jako cudzoziemiec jedynie do służby w piechocie Legii Cudzoziemskiej w 1 Pułku Legii Cudzoziemskiej stacjonującym w Sidi-bel-Abbés w Algierii. Po wybuch drugiej wojny światowej zgodnie z wcześniejszymi deklaracjami wszystkich pilotów czeskich zwolniono ze służby w Legii Cudzoziemskiej i skierowano do szkół lotniczych i w październiku 1939 Kuttelwascher rozpoczął przeszkolenie na francuskich samolotach w bazie Chartres. Dopiero 17 maja 1940, po ataku niemieckim na Francję, został skierowany na front, do francuskiego dywizjonu GC III/3, latającego na myśliwcach Morane-Saulnier MS.406, następnie Dewoitine D.520. Nie jest jasne, czy Kuttelwascher odniósł sukcesy bojowe w kampanii francuskiej. Niekompletne źródłowe materiały francuskie nie wykazują żadnych jego zwycięstw powietrznych, lecz sam Kuttelwascher mówił o 6 zwycięstwach. Najbardziej prawdopodobna jest liczba 2 samolotów niemieckich zestrzelonych przez niego zespołowo, oraz prawdopodobnie jednego myśliwca Bf 109 zestrzelonego indywidualnie. Pod koniec kampanii dywizjon GC III/6 na skutek sytuacji na froncie został ewakuowany do Algieru. Kuttelwascher wystąpił tam 1 lipca z dalszej służby w lotnictwie francuskim, które zostało podporządkowane rządowi w Vichy i przez Casablankę dostał się w lipcu drogą morską do Wielkiej Brytanii, kontynuującej jako jedyna walkę z Niemcami.
W Wielkiej Brytanii, po przeszkoleniu, Kuttelwascher został 3 października 1940 przydzielony w stopniu sierżanta do brytyjskiego 1. dywizjonu RAF, latającego na myśliwcach Hawker Hurricane. Dywizjon ten jednak w tym okresie, po wcześniejszych intensywnych walkach, był przesunięty spoza obszaru południowej Anglii, tak więc Kuttelwascher nie wziął udziału w bitwie o Anglię. Dopiero w grudniu dywizjon przesunięto na lotnisko Northolt, skąd rozpoczął ofensywne loty nad Francję. 2 lutego 1941 przypisano mu prawdopodobne zestrzelenie myśliwca Bf 109, a 8 kwietnia 1941 odniósł pierwsze potwierdzone zestrzelenie w brytyjskiej służbie (Bf 109). Kolejne dwa Bf 109 zestrzelił 21 maja i 27 czerwca. W życiu prywatnym, w 1942 Kuttelwascher poślubił Angielkę Ruby Thomas. Został też awansowany na stopień Flight Lieutenant.
Początkowo 1. dywizjon wykonywał m.in. dzienne loty nad Francję, a także na zwalczanie niemieckiej żeglugi. 12 lutego 1942 dywizjon brał udział w operacji atakowania z broni pokładowej niemieckich niszczycieli przedzierających się przez kanał La Manche (Channel Dash). Od 1 kwietnia 1942 1. dywizjon RAF, dowodzony wówczas przez Jamesa „Mac” MacLachlana, został skierowany do nowo wprowadzonych przez RAF operacji typu night intruder („nocny intruz”). Polegały one na wysyłaniu pojedynczych myśliwców w nocy nad Francję, w celu przechwytywania wysyłanych nad Anglię niemieckich bombowców nad ich lotniskami. Do tego celu przeznaczono myśliwce Hurricane Mk IIc, uzbrojone w 4 działka kaliber 20 mm i wyposażone w dodatkowe podwieszane zbiorniki paliwa, co przedłużało czas lotu do ok. 3,5 h. Z uwagi na brak radarów w wysyłanych samolotach, loty tego typu odbywały się jedynie przy księżycu; były to niebezpieczne misje, wymagające dużej spostrzegawczości i dobrej nawigacji. Kuttelwascher szybko odznaczył się w misjach intruderskich, osiągając znacznie lepsze wyniki od innych pilotów. Latał wówczas na samolocie o oznaczeniach JX-E. Pierwsze zwycięstwo odniósł 1 kwietnia (bombowiec Ju 88). Jednej nocy z 4 na 5 maja zestrzelił 3 bombowce He 111. W ciągu trzech miesięcy lotów night intruder w 1. dywizjonie, Kuttelwascher zestrzelił 15 samolotów i 5 uszkodził.
8 lipca 1942, w związku z przeniesieniem 1. dywizjonu na północ, Kuttelwascher został przydzielony do 23. dywizjonu RAF, kontynuującego misje night intruder na dwusilnikowych myśliwcach de Havilland Mosquito Mk II. Latał w nim do 1 października 1942, lecz nie odnosząc tym razem sukcesów w braku spotkań z wrogiem. Następnie, będąc największym czeskim asem, Kuttelwascher został odsunięty od latania bojowego i skierowany do pracy sztabowej w Inspektoracie Czechosłowackiego Lotnictwa w Londynie. W czerwcu 1943 Kuttelwascher wysłany został w półroczną misję do USA w celu rekrutacji ochotników do czeskiego lotnictwa. Po powrocie został przydzielony do 32. Maintenance Unit, zajmującego się m.in. testowaniem i rozwojem samolotów brytyjskich, gdzie służył do końca wojny.
Karel Kuttelwascher w czasie wojny odniósł 18 potwierdzonych zwycięstw powietrznych, uzyskując najlepszy wynik wśród pilotów czeskich (drugim z czeskich asów był Josef František). Prawdopodobnie należy do tej liczby doliczyć także 2 zwycięstwa we Francji, co daje 20 samolotów zestrzelonych. Oprócz tego, 2 samoloty zestrzelił prawdopodobnie i 5 uszkodził. Był także najskuteczniejszym spośród alianckich pilotów wykonujących nocne loty intruderskie.
Po wojnie 18 sierpnia 1945 roku powrócił do Czechosłowacji, gdzie nadal służył w lotnictwie jako instruktor w Wojskowej Akademii Lotniczej w Hradec Králové. Ponieważ jego żona wróciła w styczniu 1946 roku wraz z dziećmi do Wielkiej Brytanii, wystąpił 21 maja 1946 roku z wojska na własne życzenie i wyemigrował do Anglii.
Latał tam następnie jako pilot cywilny w British European Airways od listopada 1946 roku. 17 sierpnia 1959 zmarł podczas urlopu w Kornwalii na zawał serca, do czego prawdopodobnie przyczyniły się trudy wojenne.
W 1985 ukazała się jego biografia zatytułowana Night Hawk (Nocny Jastrząb) autorstwa Rogera Darlingtona.
W dniu 8 kwietnia 2000 roku został pośmiertnie awansowany do stopnia generała brygady (Brigádní generál)

### Awanse
- sierżant pilot (1939)
- Pilot Officer (1941) (RAF)
- Flying Officer (1941) (RAF)
- Flight Lieutenant (1942) (RAF)
- Kapitán pilot (1945) (Czechosłowackie Siły Powietrzne)

### Odznaczenia
- Order Lwa Białego I Klasy (wojskowy) – 2016, pośmiertnie[1]
- Medal Za Bohaterstwo – 1998, pośmiertnie[2]
- Krzyż Wojenny Czechosłowacki 1939 – pięciokrotnie
- Czechosłowacki Medal za Odwagę w Obliczu Nieprzyjaciela (Československà medaile Za chrabrost před nepřítelem) – czterokrotnie
- Czechosłowacki Medal Wojskowy „Za zasługi” I Stopnia (Československà vojenskà medaile „Za zásluhy”)
- Czechosłowacki Wojskowy Medal Pamiątkowy z okuciami „F” i „VB” (Československá vojenská pamětní medaile)
- Distinguished Flying Cross – Wielka Brytania; dwukrotnie
- 1939-1945 Star z klamrą BATTLE OF BRITAIN – Wielka Brytania
- Defence Medal – Wielka Brytania
- War Medal 1939-1945 – Wielka Brytania
- Croix de Guerre (1939-1945) z palmą i gwiazdą – Francja